# 第七劇場
第七劇場（だいななげきじょう）は、1999年に鳴海康平（主宰・演出）を
中心に旗揚げされた日本の劇団。
拠点である東京に留まらず、国内各地での公演や、国内外の演劇祭への作品出品等行っている。
城跡やスキー場跡などの野外、また旧日銀支店、旧醤油蔵等ユニークな場所で上演することが多い。
近年は、能や歌舞伎の動き、舞踏やコンテンポラリーダンスの要素を取り入れた作品を製作する傾向にある。
2007年に韓国で上演した「班女/葵上」では、韓国国営放送KBSの取材を受ける等注目を集めた。
作品の上演だけでなく、小学生・高校生対象の演劇ワークショップを開講するなど、演劇に関する状況を研究・改善するための運動も行っている。
2014年に東京から三重県津市に拠点を移した。

## 主な公演
| 作品                | 年度   | 会場 | 備考                                            |
| ------------------- | ------ | --- | ----------------------------------------------- |
| マッチ売りの少女    | 2002年 | 早稲田大学（東京・新宿） |                                                 |
| ブレヒト教育劇集    | 2003年 | シアターΧ（東京・両国） | ブレヒト的ブレヒト演劇祭参加作品                |
| しあわせな日々      | 2003年 | 利賀芸術公園（富山・利賀） |                                                 |
| 贋作ハムレット      | 2004年 | 早稲田大学（東京・新宿） |                                                 |
| 玄朴と長英          | 2004年 | 戸山公園特設野外劇場（東京・新宿） | BeSeTo演劇祭参加作品                            |
| トロイアの女        | 2005年 | 静岡県舞台芸術センター舞台芸術公園 （静岡・静岡） | Shizuoka春の芸術祭参加作品                      |
| るつぼ              | 2006年 | 静岡県舞台芸術センター舞台芸術公園 （静岡・静岡） | Shizuoka春の芸術祭参加作品                      |
| 班女                | 2006年 | atelier SENTIO（東京・板橋） |                                                 |
| 冒した者            | 2006年 | 利賀芸術公園（富山・利賀） |                                                 |
| 班女 / 葵上         | 2006年 | 学習院女子大学（東京・新宿） | 感劇市場2006招待作品                            |
| オツベルと象        | 2007年 | 相鉄本多劇場（神奈川・横浜） |                                                 |
| 班女 / 葵上         | 2007年 | ルネスホール（岡山・岡山） 勝山文化往来館ひしお（岡山・真庭） Woosuk Repertory Theater （韓国・ソウル） Geobuk Theater（韓国・コチャン）                                                                                            | コチャン国際演劇祭参加作品                      |
| かもめ              | 2007年 | 学習院女子大学（東京・新宿） | BeSeTo演劇祭参加作品 感劇市場2007招待作品       |
| 新装四谷怪談        | 2008年 | A.C.O.A.アトリエ（栃木・那須） ルネスホール（岡山・岡山） リージョンセンター（岡山・津山） 内子座（愛媛・内子） アトリエ劇研（京都・左京区） 田丸城址（三重・玉城） 七ツ寺共同スタジオ（愛知・名古屋） 学習院女子大学（東京・新宿） | 感劇市場2008招待作品                            |
| マクベス            | 2009年 | atelier SENTIO（東京・板橋） |                                                 |
| オツベルと象        | 2009年 | ルネスホール（岡山・岡山） 勝山文化往来館ひしお（岡山・真庭） | DeLPAプロジェクト                               |
| 班女 / 葵上         | 2009年 | オホーツク庭園（北海道・紋別） SPINN WERK（ドイツ・ライプツィヒ） | OHAYO,JAPAN!2009招待作品                        |
| かもめ              | 2010年 | 千種文化小劇場（愛知・名古屋） | 千種セレクション招待作品                        |
| 雨月物語            | 2010年 | 東区民文化センター（広島・広島） ルネスホール（岡山・岡山) | DeLPAプロジェクト                               |
| 班女                | 2010年 | 東区民文化センター（鳥取・鳥取） | 鳥の演劇祭                                      |
| 水の中のプール      | 2010年 | 学習院女子大学（東京・新宿区） | 感劇市場2010招待作品                            |
| かもめ              | 2010年 | 三重県文化会館（三重・津） | Ｍゲキ!!!!!セレクション                         |
| 班女 / 葵上         | 2011年 | Landesschule Pforta（ドイツ・ナウムブルク） |                                                 |
| かもめ              | 2011年 | Bertin Poirée（フランス・パリ） 勝山文化往来館ひしお（岡山・真庭） シアタートラム（東京・三軒茶屋） 東区民文化センター（広島・広島）                                                                                                |                                                 |
| かもめ              | 2012年 | Namsan Arts Center（韓国・ソウル） 金沢市民芸術村（石川・金沢） | BeSeTo演劇祭参加作品                            |
| 班女 / 邯鄲         | 2012年 | 東区民文化センター（広島・広島） |                                                 |
| 三人姉妹            | 2013年 | 新国立劇場（東京・初台） | 日仏協働作品 BeSeTo演劇祭参加作品               |
| かもめ              | 2014年 | 国立台北芸術大学（台湾・台北） | Kuandu Arts Festival                            |
| シンデレラ          | 2014年 | テアトル・ドゥ・ベルヴィル（三重・津） |                                                 |
| オイディプス        | 2015年 | 早稲田小劇場どらま館（東京・新宿区） | 早稲田小劇場どらま館開館記念公演 どらま館フェス |
| シンデレラ          | 2015年 | 百景社アトリエ（茨城・土浦） |                                                 |
| Alice in Wonderland | 2015年 | 三重県総合文化センター（三重・津） 東区民文化センター（広島・広島） 大垣市スイトピアセンター（岐阜・大垣） |                                                 |